# St. Nicolai (Diepholz)

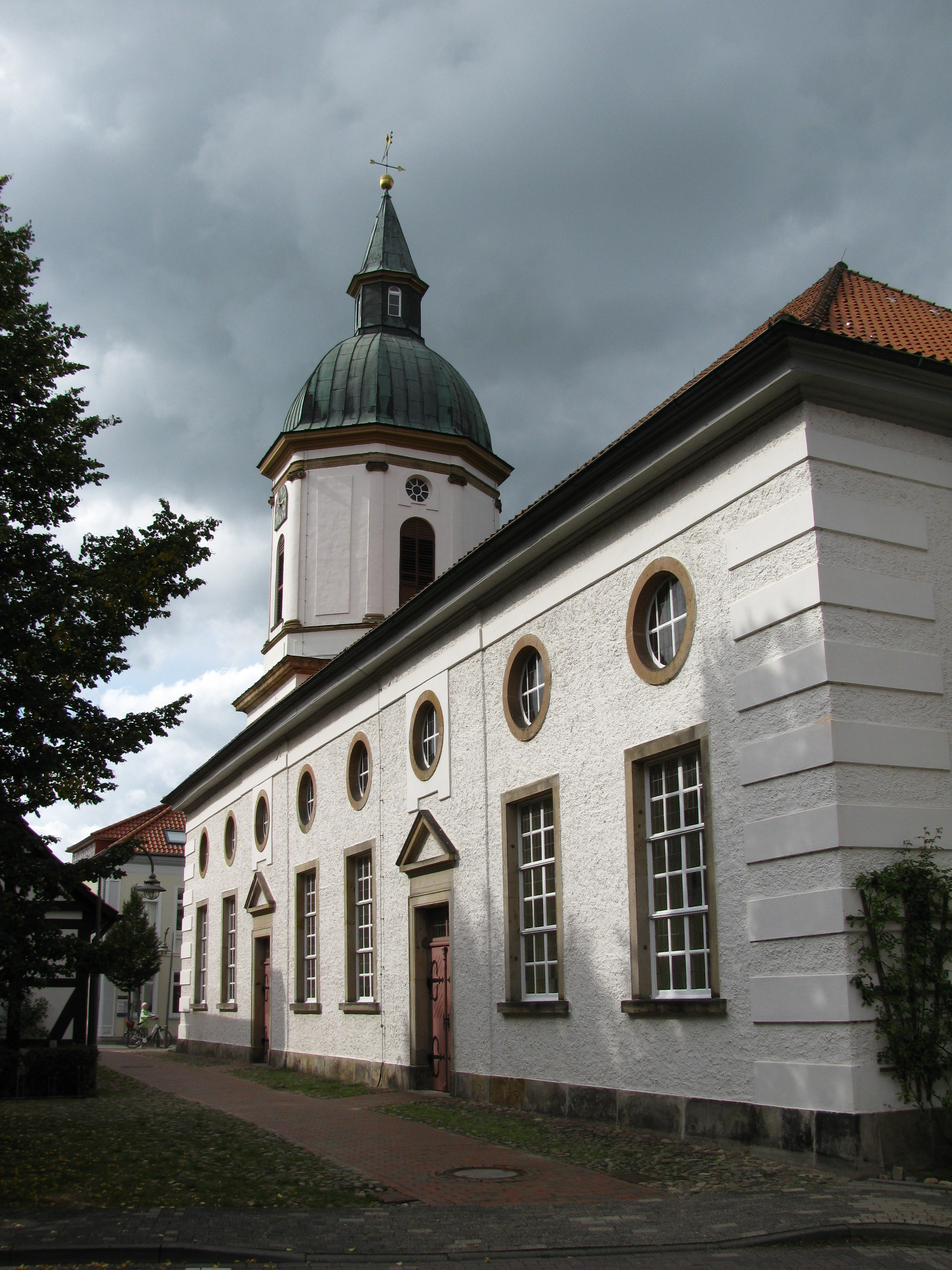
St.-Nicolai-Kirche in Diepholz, 2010

St. Nicolai ist eine evangelische Kirche in der niedersächsischen Kreisstadt Diepholz im Landkreis Diepholz. Sie gehört zur Kirchengemeinde Diepholz im Kirchenkreis Grafschaft Diepholz der Evangelisch-lutherischen Landeskirche Hannovers.

## Geschichte
Eine erste Kapelle in Diepholz wurde in der ersten Hälfte des 15. Jahrhunderts durch den Edelherren Otto IV. von Diepholz errichtet, aber schon 1521 abgebrochen und durch eine Stadtkirche. 1530 wurde in der Grafschaft Diepholz die Reformation eingeführt; der Pfarrer an St. Nicolai amtierte seitdem auch als Superintendent. In der Mitte des 17. Jahrhunderts wurde die Kirche um einen Fachwerkanbau erweitert. Der gesamte Bau wurde im Jahr 1800 wegen Baufälligkeit aufgegeben und durch die jetzige Kirche ersetzt.
Neben der Kirche wurde Mitte des 19. Jahrhunderts die Schule Lange Straße 30 gebaut; heute Gemeindehaus der Kirche.

## Beschreibung

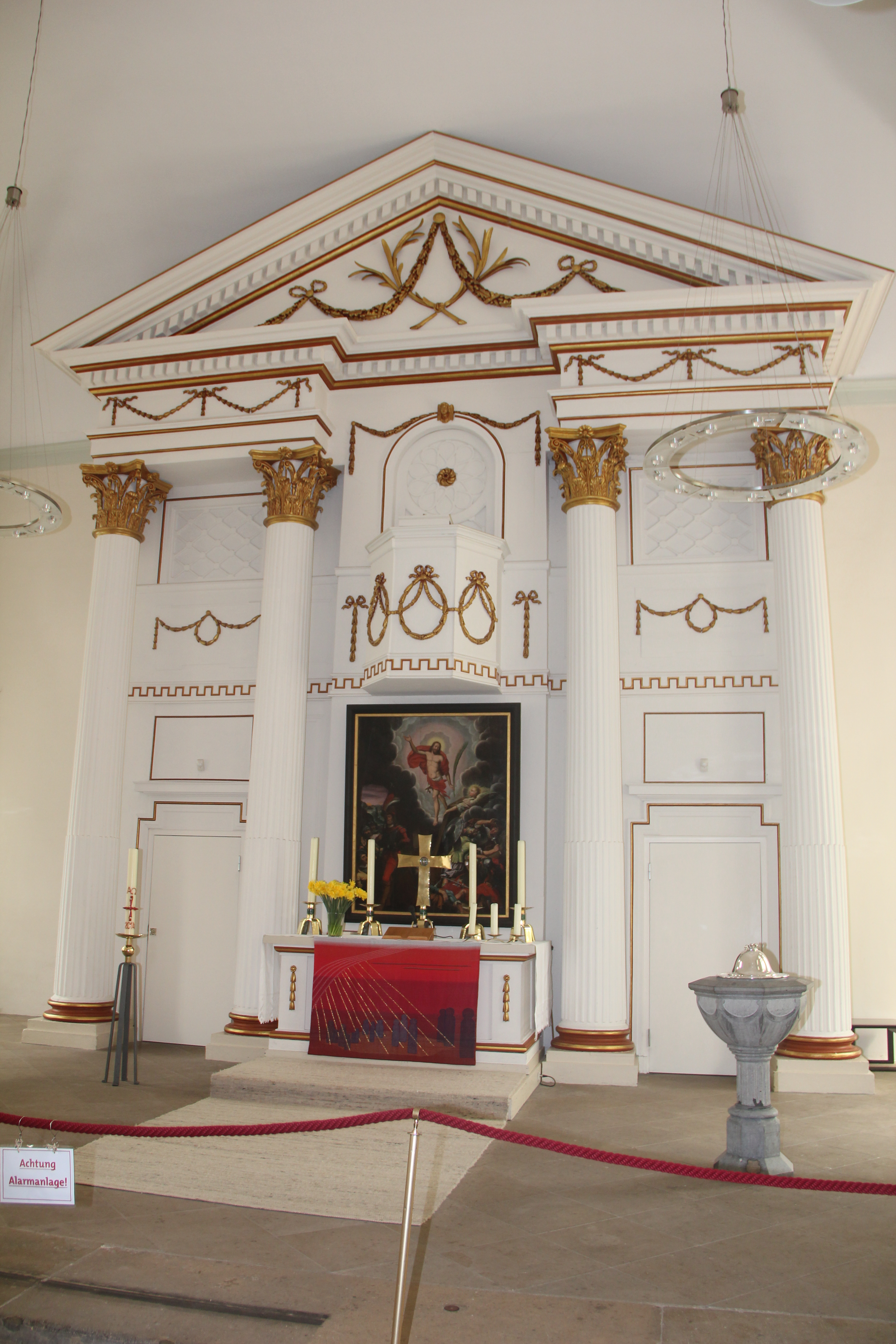
Altar der Sankt-Nicolai-Kirche in Diepholz

Die in den Jahren 1802 bis 1806 erbaute klassizistische Saalkirche trägt ein Walmdach und hat einen vorgestellten Westturm.
Altar, Empore und Orgel tragen vergoldete Applikationen. Das Altarbild, das die Auferstehung Christi zeigt, ist ein Zeugnis norddeutscher Renaissance.
Die Orgel wurde 1980 von dem Orgelbauer Karl Schuke (Berlin) in einem vorhandenen historischen Gehäuse von 1809 erbaut. Das Schleifladen-Instrument hat 30 Register auf zwei Manualwerken und Pedal.
| I Hauptwerk C–g3 |                      |        |
| 01.              | Bordun               | 16’    |
| 02.              | Principal            | 08’    |
| 03.              | Gemshorn             | 08’    |
| 04.              | Koppelflöte          | 08’    |
| 05.              | Oktave               | 04’    |
| 06.              | Gedacktflöte         | 04’    |
| 07.              | Nassat               | 02 ⁄3’ |
| 08.              | Oktave               | 02’    |
| 09.              | Mixtur IV–VI         |        |
| 10.              | Cornett IV–V (ab g0) |        |
| 11.              | Trompete             | 08’    |
| 12.              | Vox humana           | 08’    |
|                  | Tremulant            |        |

| II Oberwerk C–g3 |                 |        |
| 13.              | Gedackt         | 08’    |
| 14.              | Quintadena      | 08’    |
| 15.              | Principal       | 04’    |
| 16.              | Rohrflöte       | 04’    |
| 17.              | Waldflöte       | 02’    |
| 18.              | Quinte          | 01 ⁄3’ |
| 19.              | Sifflöte        | 01’    |
| 20.              | Sesquialtera II |        |
| 21.              | Scharff IV      |        |
| 22.              | Krummhorn       | 08’    |
|                  | Tremulant       |        |

| Pedalwerk C–f1 |               |     |
| 23.            | Subbaß        | 16’ |
| 24.            | Principal     | 08’ |
| 25.            | Gedackt       | 08’ |
| 26.            | Oktave        | 04’ |
| 27.            | Hintersatz IV |     |
| 28.            | Posaune       | 16’ |
| 29.            | Trompete      | 08’ |
| 30.            | Schalmei      | 04’ |

- Koppeln: II/I, I/P, II/P.